# ATR 72
ATR 72 är ett tvåmotorigt turbopropflygplan byggt av ATR. 

## Historik
ATR 72 har tillverkats i flera olika modeller, bland annat 72-200 samt 72-212A (även kallad 72-500/600). Den senare modellen, 72-212A, är ett av de mest efterfrågade turbopropflygplanen i världen tack vare sin miljöprofil och låga omkostnader. Flygplanstypen flög första gången 1988. Första kommersiella användaren var finska flygbolaget Finnair. Från 2015 har SAS börjat hyra in ATR 72-600 från flygbolaget FlyBe. . 

### Olyckor och problem
Flygplanstypen ATR 42/72 har till och med 2022 varit inblandad i 15 olyckor med dödlig utgång. I förhållande till att planet gjort 26,8 miljoner flygresor är antalet haverier mindre än "en på miljonen". Sajten airsafe.com anger att dessa 15 haverier motsvarar 11,86 FLE (Full Loss Equivalent), då det funnits överlevande vid flera av haverierena. Genom att dividera med antalet flygningar, 26,8 miljoner, så fås en "fatality rate" på 11,86/26,8 = 0,44 per miljon flygningar. Risken för ett totalhaveri är således mindre än "en på miljonen".
9 augusti 2024 störtar en atr 72-600 i Brasilien, Alla 58 passagerare och 4 i besättningen omkommer 

## Bilder

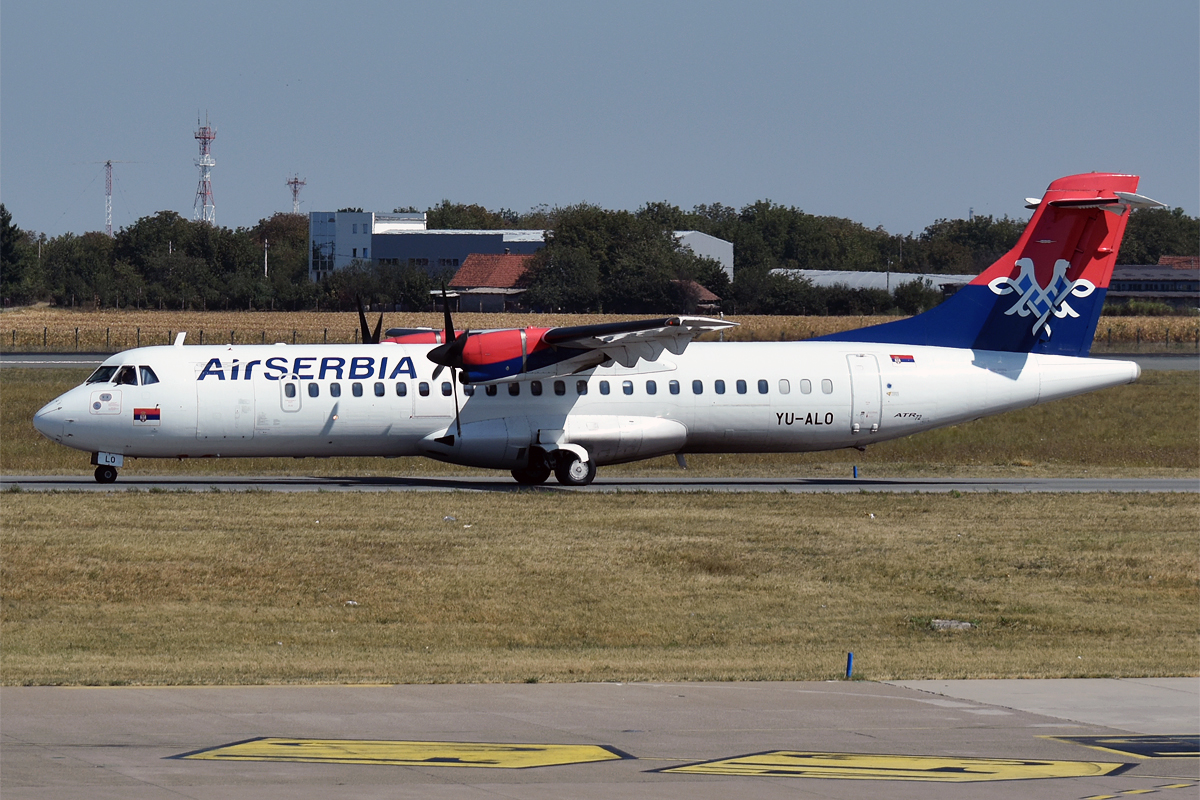
ATR 72-202, Air Serbia.
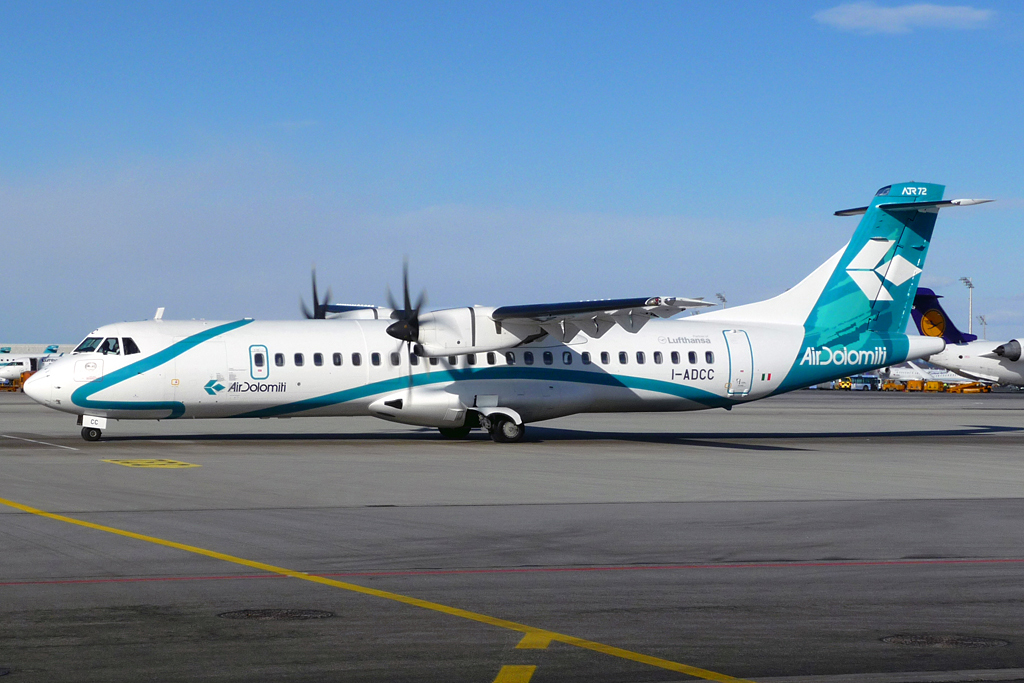
ATR 72-500, Air Dolomiti.